# Charles North, 5. Baron North
Charles North, 5. Baron North, 1. Baron Grey of Rolleston (* 1. Oktober 1635 in Kirtling; † Januar 1691) war ein englischer Peer und Politiker.
Charles North war der älteste Sohn von Dudley North, 4. Baron North und von Anne Montagu (1613/14–1681), einer Nichte des Henry Montagu, 1. Earl of Manchester. Er studierte 1651 an der Universität Cambridge und wurde vor 1667 zum Knight Bachelor geschlagen. Am 17. Oktober 1673 wurde er durch Writ of Summons zum Baron Grey of Rolleston, in the County of Stafford, erhoben. Beim Tod seines Vaters erbte er 1677 auch dessen Titel als 5. Baron North. 1681 war er Gouverneur von Portsmouth.
North heiratete im April 1667 Catharine Grey († 1694), eine Tochter von William Grey, 1. Baron Grey of Warke und Witwe von Sir Edward Mosley, 2. Baronet. Mit ihr hatte er mehrere Kinder, darunter:
- Hon. Dudleya North (1675–1712)
- Hon. William North (1678–1734)
- Hon. Charles North († 1710)

Sein Erbe wurde sein ältester Sohn William. Seine Witwe heiratete 1691 in dritter Ehe Francis Russell, der 1694 Gouverneur von Barbados wurde, wo sie im selben Jahr starb.